# Seres

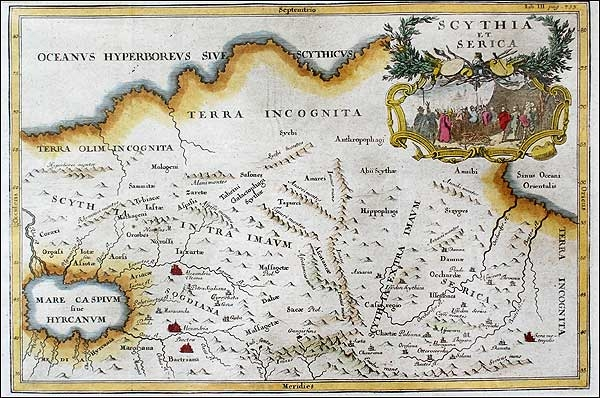
Scythia serica, antiguo mapa del Asia Central.

Los seres fueron un pueblo antiguo del Asia Central y de China occidental, famoso en el mundo clásico por ser el origen de la seda.

## La expedición de Annio Plocamo
Plinio el Viejo cuenta la expedición de Annio Plocamo a Taprobane (quizás Ceilán, Indonesia o incluso Tacloban en Filipinas). Cuenta que el padre de un tal Raquias, un embajador de Taprobane, había visitado el país de los seres:

(...) Más allá de los montes Emodio, se encontraba el pueblo de los seres, que eran conocidos por el comercio. El padre de Raquias había llegado hasta allí y a su llegada los seres habían acudido a su encuentro. Eran individuos altos, de cabellos rubios y con los ojos azules, tenían la voz rauca y su lengua no era muy adecuada para el comercio.
Plinio el Viejo

## Los seres de Plinio
Parece claro por la descripción que Plinio nos ha dejado que los seres no pueden ser los chinos, aunque con frecuencia se les identifica erróneamente con ellos. Los estudiosos clásicos han considerado este pasaje absurdo, pero en realidad no se puede olvidar que más allá de los montes Emodios (es decir del Himalaya), en la región de China occidental que se conocía como uigur, se ubicaban dos pueblos indoeuropeos, los tocarios y los indo-iranios sakas y sogdianos.
La identificación de los seres con un pueblo indoeuropeo y no con los chinos han, parece necesaria considerando el hecho de que en Uigur se han hallado muchos cuerpos momificados con características noreuropeas (momias de Tarim).
En el resto de la región, según las crónicas chinas, vivían pueblos como los wusun, cuya descripción coincide con la de Plinio.
Parece pues claro que en el Imperio romano, con el nombre de seres no se conoció a los chinos propiamente dichos, sino a indoeuropeos que aún sobrevivían en las ciudades-estado que eran paso de las caravanas de los oasis del desierto de Taklamakán en la Ruta de la Seda.

### ¿Tocarios o iranios?
Puede resultar útil recordar que los tocarios se definían como Arses, e incluso hoy en China hay un pueblo iranio llamado sarikoli, de los que seres podría ser la contracción.
- Datos: Q210258
- Multimedia: Serica / Q210258